# مرزة بابوان
مُرزة بابوان أو عُقيب بابوان (الاسم العلمي: Circus spilothorax)، طائر جارح يتبع جنس العقيب وفصيلة البازية. موطنه بابوا غينيا الجديدة.